# ヘブンズパスポート

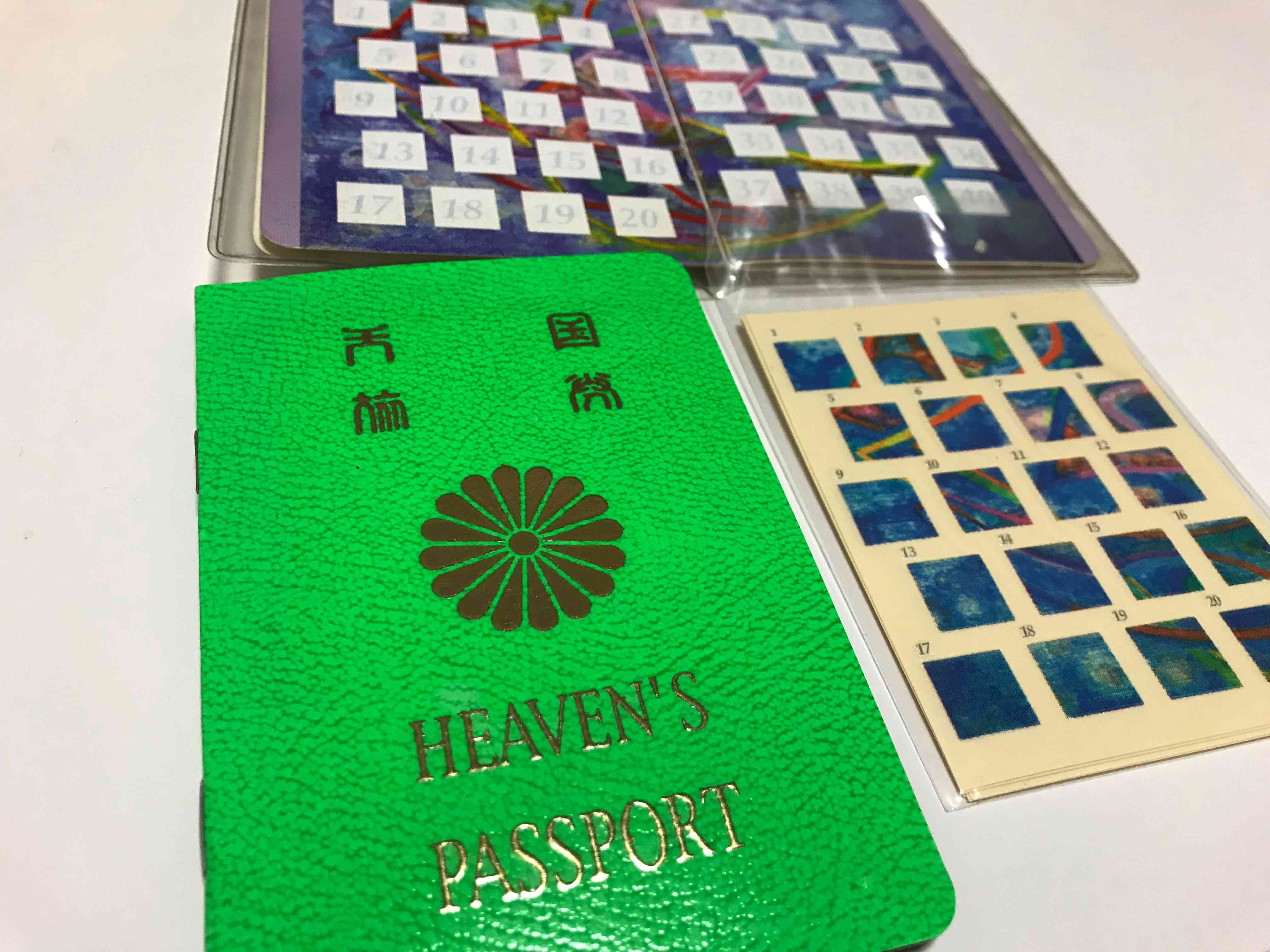
ヘブンズパスポート

ヘブンズパスポート (HEAVEN'S PASSPORT) は1998年の10月に発売され、1999年に若者の間で流行となった手帳の名称。

## 概要
1990年代後半、キレる17歳といわれる青少年による犯罪や非行が社会問題とされていた。
そのような時代背景から、ヘブンズパスポートは青少年の善行を促すことによる社会変革を目的として、デザイナーのオキタリュウイチによって作られた。
天国旅券と書かれた日本国旅券に模したカラフルな手帳の1ページ目に叶えたい願い事を一つだけ書き込み、自分で決めた良い行いをするたびに、付録のシールを1枚ずつ貼っていく。シールを100枚貼り終えると願い事が叶うというコンセプトである。
1998年10月発売以来、渋谷の若者を中心に口コミで広がり、マスコミに取り上げられたことがきっかけで認知が広まり、15万冊販売された。定価は950円、カラーバリエーションは赤、青、白、緑、ピンクの5色。